# Font de sa Costera
La font de sa Costera, també dita sa Fonteta, és una font del municipi d'Escorca, Mallorca, prop de ses cases de la possessió de sa Costera, que vessa a la mar.
Són dues captacions que hi ha. Una d'elles, la de la dreta és una mineta amb una galeria de menys de tres metres i que fa temps que està ben seca. Probablement era la primera font que es degué assecar i obriren una altra galeria al seu costar esquerra per tal de cercar la vena d'aigua. Aquesta curta galeria té el sostre en part enfonsat. La nova galeria està activa i conforma una font de mina de tipus 'mina anegada' amb una galeria d'accés d'uns 5 m de llargària amb tres graons per accedir al nivell de s'aigua. És una galeria amb part a cel obert feta de pedra en sec amb el sostre de volta de canó i cúpula a la part de la cisterna. A la vora a l'exterior hi ha restes d'un safareig però no s'aprecia cap canal ni síquia per la conducció de l'aigua que acaba per caure al mar pels penya-segats.
Es presta a confusió que s'hagi parlat sempre del transvasament de sa Costera fent referència a la finca i no la font. El transvasament d'aigua de cap a la badia de Palma passant per Sóller (2008) es fa des de la font des Verger, que està de cap a cala Tuent però dins la mateixa finca de sa Costera.